# Pariok
Pariok – wieś (desa) w kecamatanie Candi Laras Utara, w kabupatenie Tapin w prowincji Borneo Południowe w Indonezji.
Miejscowość ta leży w południowo-wschodniej części kecamatanu.